# إليكوتفيل (نيويورك)
إليكوتفيل (بالإنجليزية: Ellicottville, New York) هي بلدة أمريكية تقع في الولايات المتحدة في مقاطعة كاتاروغوس، نيويورك. يقدر عدد سكانها بـ 1,738 نسمة ومساحتها 117.1 كم2 .

## المناخ
يظهر الجدول التالي التغييرات المناخية على مدار السنة لإليكوتفيل:
| البيانات المناخية لـإليكوتفيل                             | البيانات المناخية لـإليكوتفيل | البيانات المناخية لـإليكوتفيل | البيانات المناخية لـإليكوتفيل | البيانات المناخية لـإليكوتفيل | البيانات المناخية لـإليكوتفيل | البيانات المناخية لـإليكوتفيل | البيانات المناخية لـإليكوتفيل | البيانات المناخية لـإليكوتفيل | البيانات المناخية لـإليكوتفيل | البيانات المناخية لـإليكوتفيل | البيانات المناخية لـإليكوتفيل | البيانات المناخية لـإليكوتفيل | البيانات المناخية لـإليكوتفيل |
| الشهر                                                     | يناير                         | فبراير                        | مارس                          | أبريل                         | مايو                          | يونيو                         | يوليو                         | أغسطس                         | سبتمبر                        | أكتوبر                        | نوفمبر                        | ديسمبر                        | المعدل السنوي                 |
| --------------------------------------------------------- | ----------------------------- | ----------------------------- | ----------------------------- | ----------------------------- | ----------------------------- | ----------------------------- | ----------------------------- | ----------------------------- | ----------------------------- | ----------------------------- | ----------------------------- | ----------------------------- | ----------------------------- |
| الدرجة القصوى °ف (°م)                                     | 70 (21)                       | 67 (19)                       | 80 (27)                       | 88 (31)                       | 89 (32)                       | 95 (35)                       | 96 (36)                       | 94 (34)                       | 95 (35)                       | 86 (30)                       | 77 (25)                       | 71 (22)                       | 96 (36)                       |
| متوسط درجة الحرارة الكبرى °ف (°م)                         | 30 (−1)                       | 33 (1)                        | 41 (5)                        | 55 (13)                       | 66 (19)                       | 75 (24)                       | 78 (26)                       | 77 (25)                       | 70 (21)                       | 58 (14)                       | 47 (8)                        | 34 (1)                        | 55 (13)                       |
| المتوسط اليومي °ف (°م)                                    | 22 (−6)                       | 23 (−5)                       | 31 (−1)                       | 44 (7)                        | 54 (12)                       | 63 (17)                       | 67 (19)                       | 66 (19)                       | 59 (15)                       | 48 (9)                        | 39 (4)                        | 27 (−3)                       | 45 (7)                        |
| متوسط درجة الحرارة الصغرى °ف (°م)                         | 13 (−11)                      | 13 (−11)                      | 20 (−7)                       | 32 (0)                        | 41 (5)                        | 51 (11)                       | 55 (13)                       | 54 (12)                       | 47 (8)                        | 37 (3)                        | 30 (−1)                       | 20 (−7)                       | 34 (1)                        |
| أدنى درجة حرارة °ف (°م)                                   | −26 (−32)                     | −28 (−33)                     | −18 (−28)                     | 5 (−15)                       | 20 (−7)                       | 29 (−2)                       | 34 (1)                        | 31 (−1)                       | 22 (−6)                       | 14 (−10)                      | −5 (−21)                      | −22 (−30)                     | −28 (−33)                     |
| الهطول إنش (مم)                                           | 3.75 (95)                     | 2.85 (72)                     | 3.45 (88)                     | 3.68 (93)                     | 3.73 (95)                     | 4.48 (114)                    | 4.72 (120)                    | 4.19 (106)                    | 4.53 (115)                    | 4.19 (106)                    | 4.31 (109)                    | 4.09 (104)                    | 48.0 (1٬220)                  |
| المصدر: The Weather Channel (Historical Monthly Averages) |                               |                               |                               |                               |                               |                               |                               |                               |                               |                               |                               |                               |                               |

## أعلام
- ألكسندر هيرمان
- تشارلز هنري بريان